# Štefan Tadlánek
Štefan Tadlánek (8. května 1884 Trenčín – 28. října 1943 Močenok-Kopanica) byl slovenský a československý politik a meziválečný poslanec Národního shromáždění za Československou sociálně demokratickou stranu dělnickou.

## Biografie
Pocházel z rolnické rodiny. Vyučil se stolařem. Podle údajů k roku 1920 byl profesí knihovnickým tovaryšem v Ružomberku. Byl funkcionářem sociálně demokratických odborů.
V parlamentních volbách v roce 1920 se stal poslancem Národního shromáždění.